# Marianneviaduct
Het Marianneviaduct is een groot spoor- en snelwegviaduct in de Nederlandse plaats Voorburg, een voorstad van Den Haag. De lengte is ongeveer 300 meter. Over het snelwegviaduct loopt de autosnelweg A12 tussen knooppunt Prins Clausplein en de afrit Voorburg. Dit weggedeelte telt 8 rijstroken en een spitsstrook. Over het spoorviaduct loopt de spoorlijn Gouda - Den Haag. Op het spoorviaduct ligt het gedeeltelijk overkapte eilandperron van station Voorburg.
Het Marianneviaduct doorsnijdt Voorburg nabij het historische centrum. Onder het viaduct ligt een groot parkeerterrein, dat als bijnaam de onderwereld heeft. Tevens is een winkel en een restaurant onder het viaduct gevestigd.
Het Marianneviaduct is genoemd naar prinses Marianne, die vanaf 1845 in Voorburg heeft gewoond.

## Foto's

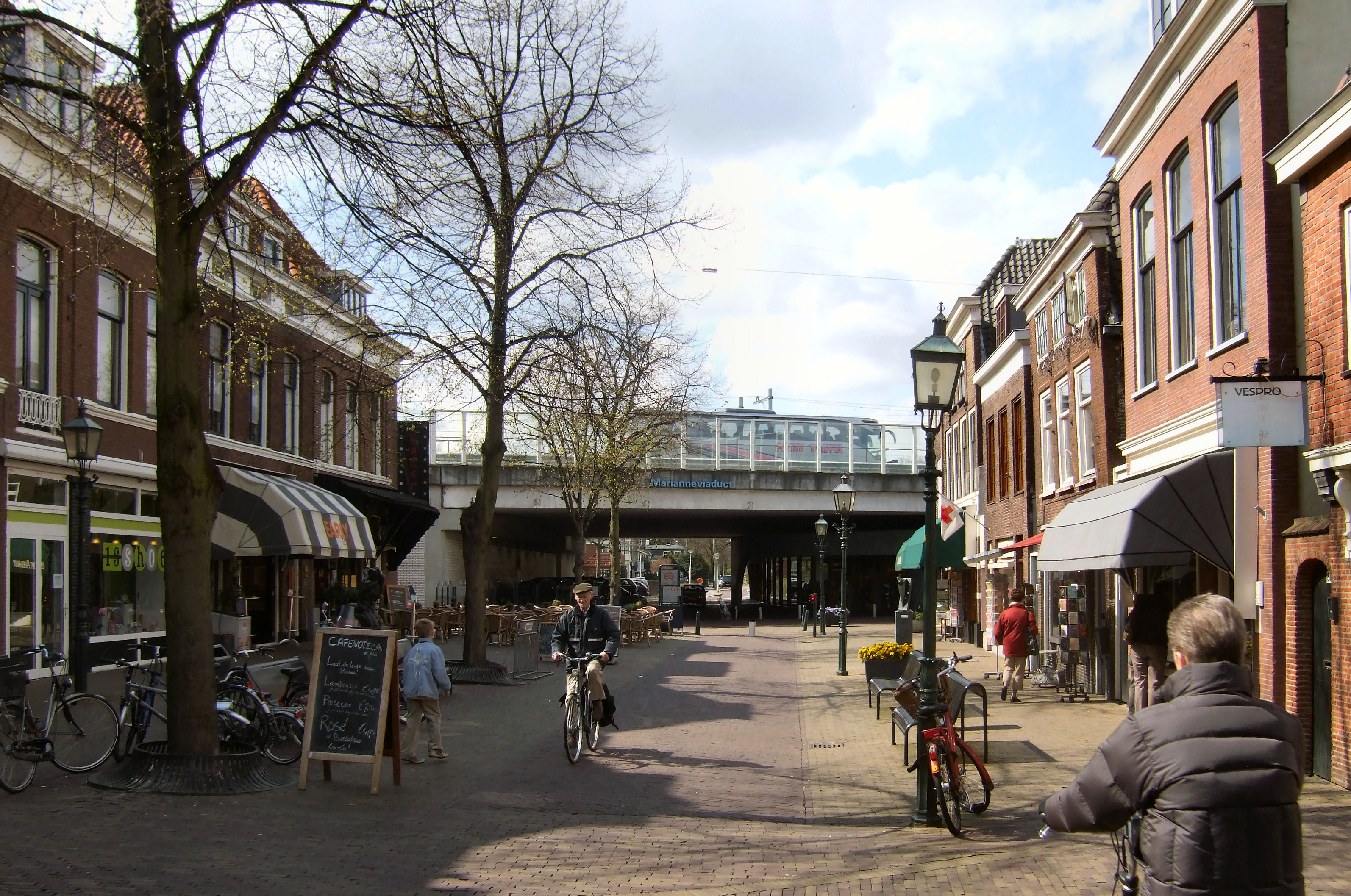
Uitzicht vanuit de Herenstraat
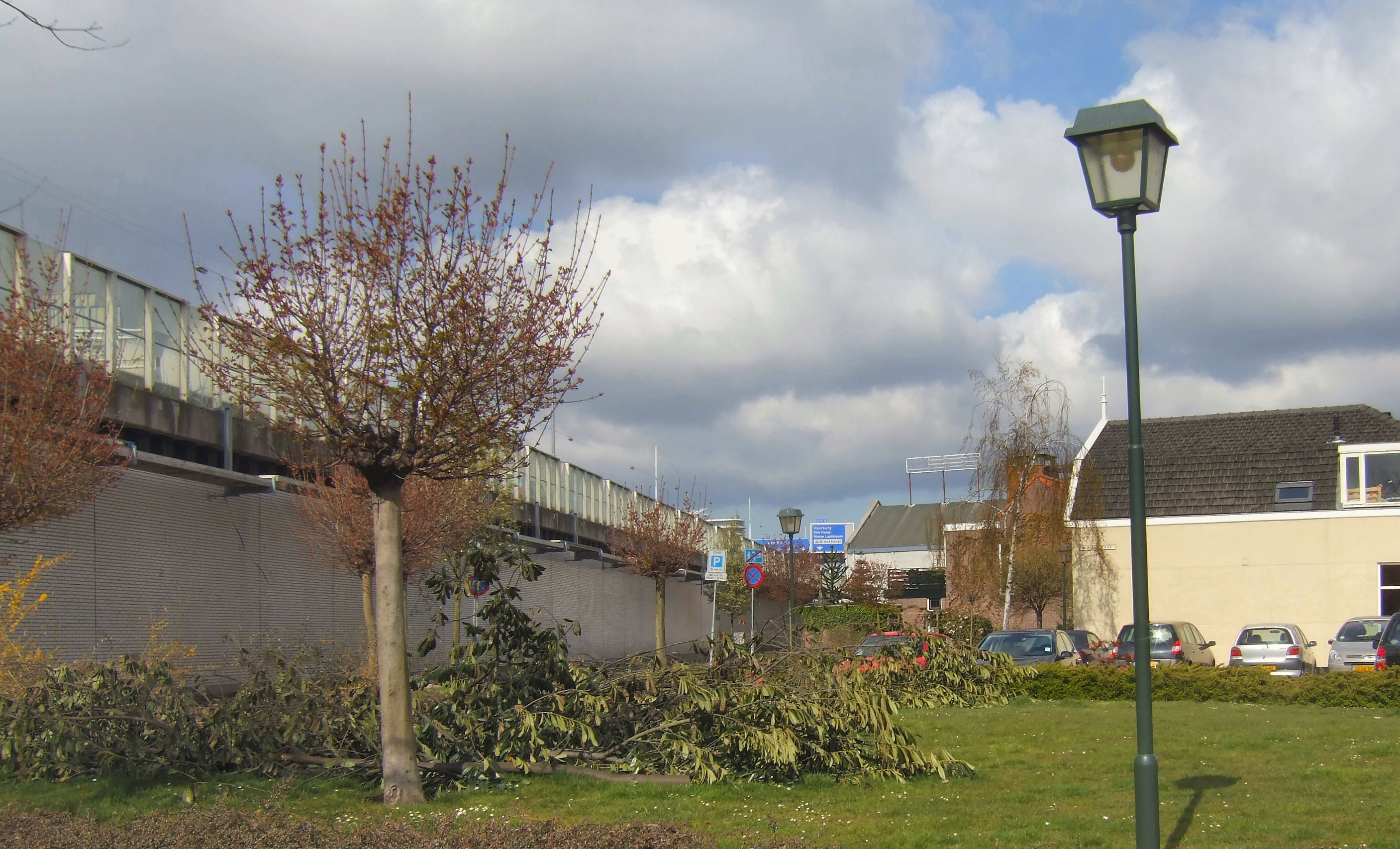
Marianneviaduct vanuit het oosten
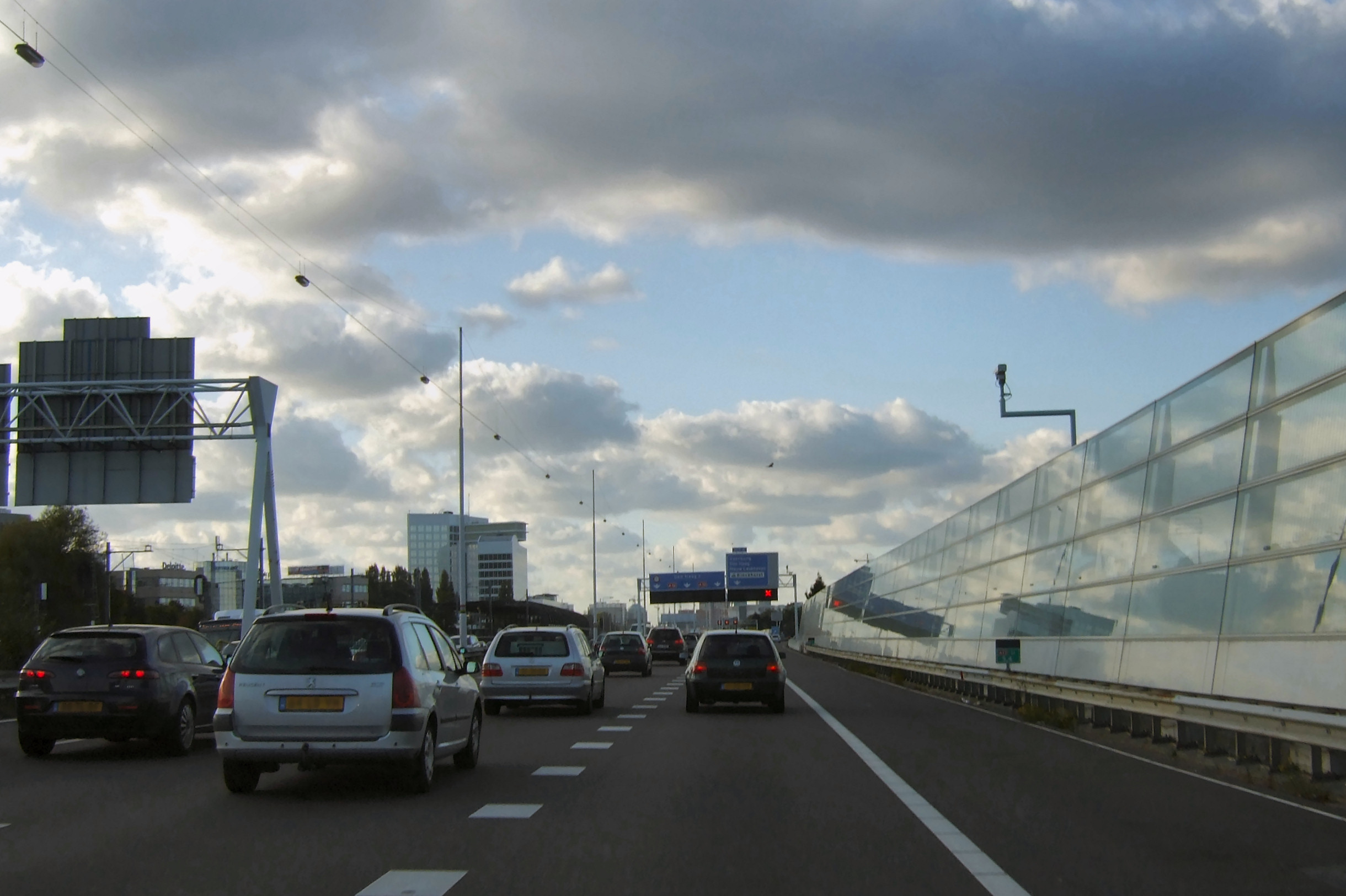
A12 t.h.v. het Marianneviaduct